# ویرلا النگاتا
ویرلا النگاتا (نام علمی: Virola elongata) نام یک گونه از فرمانرو گیاه است.